# Campagne présidentielle de François Mitterrand en 1974

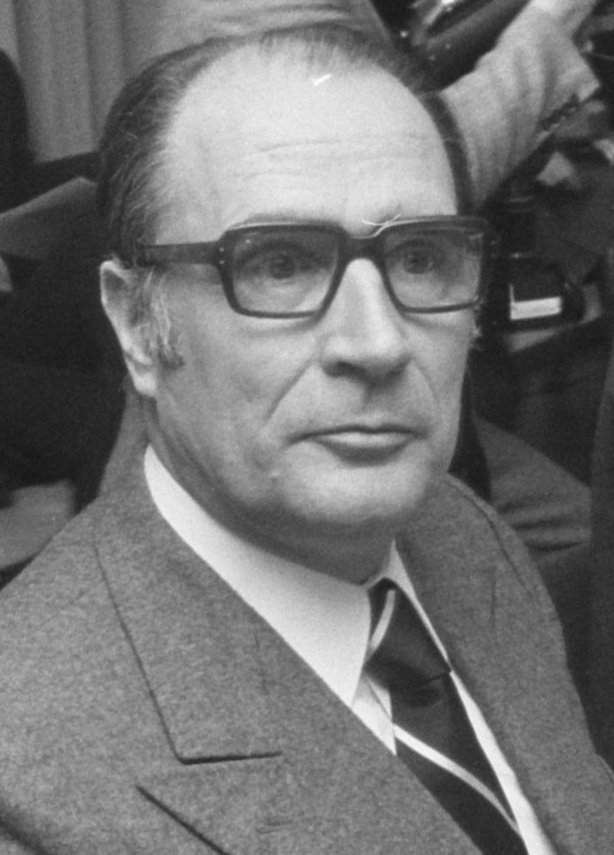
François Mitterrand en 1974.

En 1974, François Mitterrand décide de se présenter pour la seconde fois à l'élection présidentielle. Du 8 avril au 17 mai, il va mener sa campagne électorale et tenter de ramener la gauche au pouvoir après seize années de gaullisme.

## Les préparatifs de campagne
Dès le mois de décembre 1973, François Mitterrand avait demandé à Claude Perdriel, le patron de l'hebdomadaire Le Nouvel Observateur, de diriger sa campagne,. Normalement, l'élection présidentielle aurait dû se tenir en 1976,. Perdriel estimait qu'une année serait nécessaire pour préparer une telle campagne. Néanmoins, la mort de Georges Pompidou, dont seuls les mieux informés, principalement à Paris et à Washington, D.C., étaient au courant de la nature de sa maladie, changea la donne,. La mort du président fut officiellement annoncée à 21 h 58 par un communiqué du palais de l'Élysée transmis par l'AFP : 
«  Le président Georges Pompidou est décédé le 2 avril 1974, à 21 heures  »
 Le premier secrétaire du Parti socialiste apprend la nouvelle à 22 h 30 alors qu'il se trouvait à la brasserie Lipp à Paris pour préparer un discours,,. Rentré chez lui, il écrivit un communiqué pour rendre hommage à Georges Pompidou, dont Jean Lacouture rapporte un extrait : 
«  Comme tous les Français, je savais le chef de l'État condamné à une fin prochaine, et comme eux, elle m'a surpris. Sans doute répugnais-je à surveiller les feuilles de température [...], à scruter les bouffissures qu'exhibait la télévision [...]. Peut-être aussi refusais-je inconsciemment l'événement dont je savais qu'il atteindrait ma propre vie [...]. Il aimait l'État, mais après cinq ans d'une résistance sans partage, rien n'était encore commencé. Malchance? Maladie? Défaut de caractère? On a beaucoup discuté de son acharnement à exercer ses fonctions jusqu'au bout [...]. Je crois comprendre qu'il y avait de la fierté dans cette façon d'afficher sa décrépitude.

... Le Pompidou de 1962 avait du ton et de l'allure [...]. J'étais sensible à cette carrure, à ce timbre [...]. Il émanait de sa personne une lourde puissance [...]. L'affaire Markovic, qui le blessa au cœur doublement, durcit sa volonté d'entrer à son compte, à son heure, dans cette Histoire de France [...]. Oui, je le plains et ne suis pas son ennemi. Peut-être Georges Pompidou était-il plus grand qu'il ne fut... »

Dès le lendemain, François Mitterrand commence à préparer sa candidature. Une réunion avec ses fidèles à l'Assemblée nationale pour faire le point sur le Premier choc pétrolier fut ainsi annulée et reportée. Il se veut injoignable au téléphone. Dès le mois de janvier, il avait émis l'hypothèse d'une candidature unique de la gauche. Robert Fabre, Edmond Maire et Georges Marchais tentent de le joindre, sans succès. Le jour même, le no 2 du PCF Paul Laurent et Roland Leroy prennent rendez-vous auprès de Claude Estier et de Gérard Jacquet,. Le bureau national du Mouvement des radicaux de gauche se prononce en faveur de sa candidature, tandis que le comité central du Parti communiste français met en avant l'idée d'une candidature commune des partis de l'Union de la gauche. Le 1er avril, il avait déclaré dans L'Express : 
«  Personnellement, je ne suis pas particulièrement désireux d'être candidat. Mais, objectivement, je ne vois pas comment je pourrai ne pas l'être.  »
 En vérité, François Mitterrand sait depuis longtemps qu'il sera de nouveau candidat. Georges Marchais lui envoie une lettre pour lui faire part de la décision des communistes, qu'il lui remet en main propre à l'Assemblée nationale le 4 avril. Lors de leur entretien, Marchais souhaite inciter son partenaire à se lancer. Mitterrand lui répondit assez sèchement : 
«  Pas question. De toute façon, vous n'avez pas le choix. Soit vous me faites confiance : vous avez alors des chances de gagner votre pari et nous le nôtre. Soit vous ne faites pas confiance et nous perdons tout.  »
 Pendant la cérémonie d'hommage à Georges Pompidou, une dépêche de l'AFP tombe à 16 h 09. Jacques Chaban-Delmas annonce sa candidature. Le même jour, il incite le syndicaliste Charles Piaget, meneur de la grève à Besançon et membre du Parti socialiste unifié, à se lancer dans la campagne. Néanmoins, il souhaite garder les mains libres, et laisse Pierre Mauroy lui répondre. À propos de l'entretien avec Marchais, il ne se veut pas dupe auprès de Jacques Attali : 
«  Ne vous y trompez pas, entre eux et moi c'est un duel à mort. Je veux les détruire. Et eux aussi ! , »
  Le lendemain, le maire de Lille se rend place du Colonel-Fabien pour porter la réponse à Georges Marchais. Interloqué, le secrétaire général du PCF répond à Mauroy : 
«  Pierre, je ne te sous-estime pas. Mais c'est Marchais qui écrit à Mitterrand et c'est Mauroy qui répond. Il y a quelque chose qui cloche.  »
François Mitterrand a décidé entre-temps de mettre ses fonctions de premier secrétaire entre parenthèses, et confie l'intérim à Pierre Mauroy. Le 5 avril, le comité de liaison des partis signataires du Programme commun proposent sa candidature, initiative qui reçoit le soutien de la CGT et de la CFDT. Malgré tout, François Mitterrand reste muet sur ces intentions et passe quelques jours dans la Nièvre. Pendant ce temps, il organise son équipe de campagne.  
Le maire de Château-Chinon confie à Claude Perdriel la publicité et la propagande, assisté par Claude Estier, la direction financière de la campagne à André Rousselet, assisté de Pierre Joxe, tandis que Jacques Attali fut chargé du programme, assisté de Jean-Pierre Chevènement, et fut le coordinateur de son état-major de campagne. Gaston Defferre est lui chargé de l'organisation des meetings, assisté par Louis Mermaz pour l'action départementale. Il choisit son ami Georges Dayan comme directeur de campagne. Charles Hernu fut chargé des relations avec les élus et Jacques-Antoine Gau de celles auprès des parlementaires, Georges Beauchamp de la coordination, Joseph Franceschi du service d'ordre lors des manifestations, Paul Legatte de la documentation, Jean-Pierre Cot et Pierre Guidoni furent chargés de l'analyse politique, tandis que Robert Badinter le représentait auprès de la Commission Nationale de Contrôle et que Georges Fillioud s'occupait des relations avec la presse. Grâce à un promoteur immobilier nommé Jean-Claude Aaron, une connaissance d'André Rousselet, l'équipe de campagne de François Mitterrand s'installe au troisième étage de la Tour Montparnasse qui vient d'être inaugurée,. Le candidat insiste pour qu'un loyer soit versé (60 000 F, pour six semaines). Il bénéficie également du soutien de Jean Daniel, le directeur de la réduction du Nouvel Observateur. 
Le 8 avril, un Congrès extraordinaire du PS à la salle de la Mutualité approuve la candidature du premier secrétaire à l'unanimité par 3 748 mandats. Aux militants présents, il s'exclama sur sa candidature : « Vous voulez que je sois votre candidat ? Je le serai ! »,. Le Parti communiste annonce son soutien à Mitterrand deux jours plus tard. Avec le soutien des Radicaux de gauche, François Mitterrand devient de fait le candidat unique de l'Union de la gauche (même s'il préférait se présenter en candidat de « rupture » avec la politique gaulliste). De plus, le Parti socialiste unifié fut associé à la campagne grâce à Jacques Attali qui a réussi a convaincre Michel Rocard et la direction du parti d'y participer. Auparavant, le PSU avait renoncé à présenter la candidature du syndicaliste Charles Piaget (par 48 voix contre, 35 pour et 1 abstention). Le 11 avril, la CFDT confirmait le choix du bureau fédéral du 5 lors d'un conseil national.

## La campagne

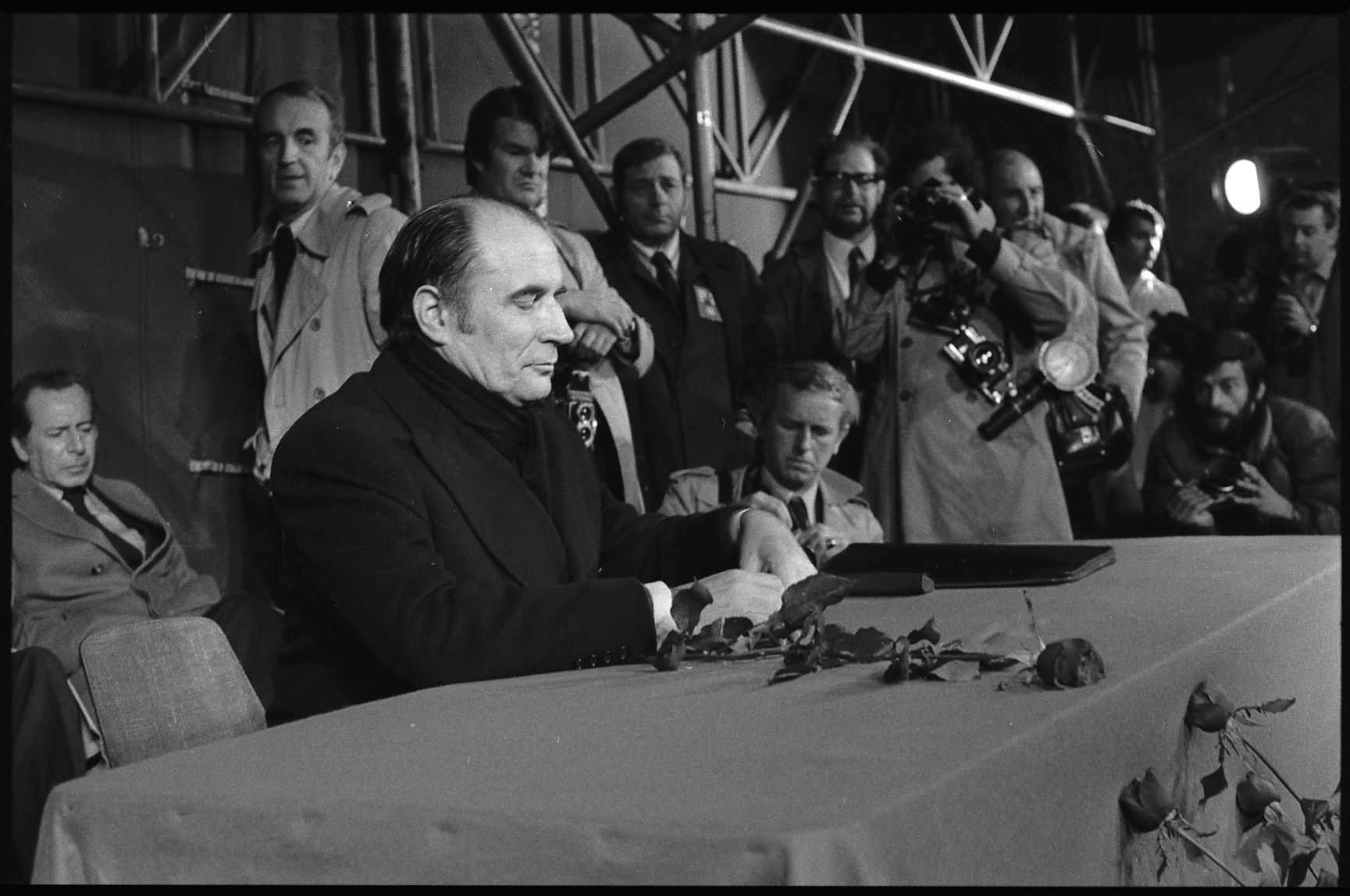
Meeting de François Mitterrand à Toulouse le 3 mai 1974.

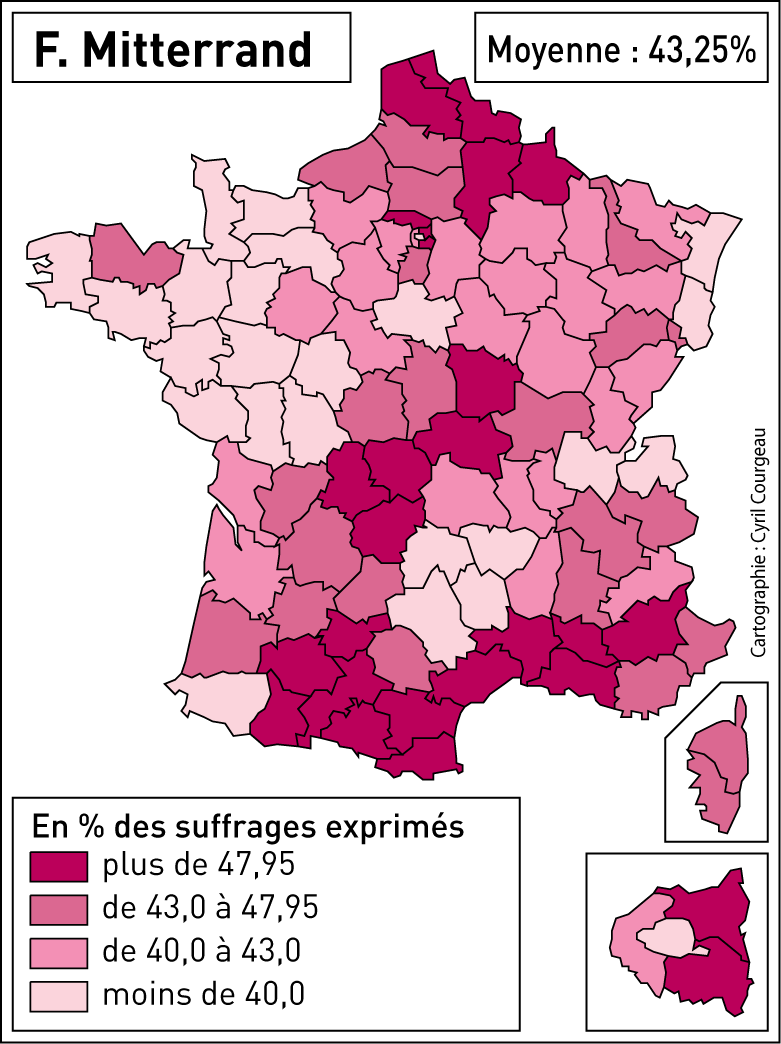
Résultats du premier tour en France métropolitaine en faveur de François Mitterrand.

François Mitterrand comprend très tôt l'enjeu du scrutin et voit déjà la campagne perdue. Le 5 avril, il déclare à Jacques Attali : 
«  Pompidou est mort trop tôt. La gauche monte dans le pays, mais pas encore assez. Les gaullistes vont mentir, tricher. Ils voleront les voix des DOM-TOM et les votes par correspondance. Chaban-Delmas ne passera pas le premier tour. Au second tour, j'aurai treize millions de voix ; Giscard en aura deux cent cinquante mille de plus, car il prendra les voix du centre. »
 Il a même peur d'un éventuel coup d'État en cas de victoire, et envoya deux émissaires s'assurer du soutien de Willy Brandt à Bonn.
Plusieurs meetings sont organisés pour le premier tour à Ajaccio, Bordeaux, Brest, Caen, Clermont-Ferrand, Dijon, Lille, Lyon, Metz, Montpellier, Nice, Rennes, Rouen, Strasbourg, Toulouse et Paris à la porte de Versailles. Sept conférences de presse furent organisées. Dans sa conférence de presse du 12 avril, il présente ses propositions qui sont la reprise des mesures annoncées par le Programme commun, conjuguées à certains idéaux socialistes. Néanmoins, il s'y référa le moins possible durant la campagne. La mise en œuvre de ce programme particulièrement vaste serait organisée en trois temps : d'abord, un plan de six mois autour de mesures économiques et sociales (l'échelle mobile des salaires, indexation de l'épargne sur les prix, relèvement du SMIC à 1 200 francs...) ; ensuite, un plan sur dix-huit mois destiné à lutter contre les causes structurelles des inégalités et de l'inflation (retraite à soixante ans, cinquième semaine de congés payés, réduction du temps de travail, restructuration industrielle, nationalisations, maîtrise du crédit...) ; enfin, un plan de cinq ans chargé d'adapter la société à de nouveaux concepts et droits (droit de vivre, temps de vivre). François Mitterrand prend la précaution de riposter aux attaques de la majorité présidentielle sortante en affirmant le maintien de la France dans l'Alliance Atlantique tout en prévoyant une « Charte des libertés », interdisant quiconque de lui jeter la liberté au visage.

Le 16 avril, il annonce qu'il nommera un Premier ministre en cas de victoire. Interrogé par Franz-Olivier Giesbert sur sa démarche, il répondit : 
«  Non, je ne les ai pas pris en traître. Ils ont encore jusqu'à minuit pour déposer une candidature devant le Conseil constitutionnel.  »
 Le lendemain, Paul Laurent et Roland Leroy se rendent Cité Malesherbes pour demander des explications à Pierre Mauroy, mais aussi pour manifester leur agacement : 
«  Pourquoi Mitterrand ne nous a-t-il pas seulement prévenus? Figure-toi qu'on en avait discuté avec Georges de cette affaire de Premier ministre, et qu'on pensait comme Mitterrand. On avait décidé que c'est Georges qui l'annoncerait....  »
 Le soir même, il débat sur Europe 1 avec Jacques Chaban-Delmas qu'il domine copieusement,. Lors du second débat radiodiffusé par à Valéry Giscard d'Estaing, il est beaucoup plus malmené,. Hormis la presse de gauche, tous les quotidiens statueront en faveur du ministre des Finances. Au fil de la campagne, il reprend confiance, comme en témoigne Jacques Attali : 
«  Les gaullistes ne peuvent pas se permettre de laisser le pouvoir à Giscard. Il est mortel pour eux, peut-être encore plus que moi. Ils feront donc tout pour être en tête au premier tour. Mais si certains gaullistes, comme ce Chirac, trahissent pour soutenir Giscard au premier tour, j'ai une petite chance d'être élu, car les autres gaullistes pourraient alors vouloir le faire battre au second. Et si Giscard est en tête, j'ai les moyens de lui donner un bon coup de main.  »
 Le 19, il est victime d'un canular annonçant qu'il se retirait de la campagne. Le 25 avril, le meeting de la porte de Versailles réunit plus de 80 000 personnes, en présence des représentants des partis de l'Union de la gauche. Les 2 et 3 mai, il se livre à deux autres débats sur RTL face à ses deux principaux concurrents.

Dans Le Monde, le journaliste André Laurens décrit l'attitude de François Mitterrand qu'il a rencontré chez lui, rue de Bièvre : 
«  M. François Mitterrand habite, depuis quelques mois, un curieux petit hôtel de la rue de Bièvre, sur la rive gauche. Pierres anciennes, marches usées, murs fraîchement repeints, ascenseur intérieur, le confort moderne se mêle aux charmes du passé, en toute simplicité. Le candidat est dans son bureau, sous les toits : une chambre d'étudiants (qui bûcherait un concours). Tous les livres ne sont pas encore rangés : la plupart d'entre eux viennent de loin, d'une jeunesse où la lecture était la grande évasion et l'écriture la grande aventure, d'autres sur le bureau, de parution récente, témoignent de la durée de ses vieilles passions. M. Mitterrand apparaît plus reposé qu'on le croirait après un tel effort. Comme toujours, lorsqu'il est dans un cadre familier, il est d'une grande disponibilité. Il répond aux questions en prenant son interlocuteur à témoin, en dit un peu plus sur ce qu'il acceptera de laisser publier, plaisante volontiers.  »

Le 5 mai, il apprend les résultats à la mairie de Château-Chinon. Avec 43,25 % des suffrages, il obtient moins que le dernier sondage publié par l'Ifop,. Roland Leroy raconte la soirée : 
«  Il était à ramasser à la petite cuiller... Il répétait qu'il lui manquait un point et demi. Pour son projet de déclaration, j'ai proposé de rechercher des voix républicaines et centristes. Il a soutenu mon point de vue quand d'autres voulaient un appel aux gauchistes .  »
  Ensuite, il déclare à l'issue du premier tour à Jacques Attali : 
«  Certains gaullistes vont m'aider, mais la plupart sont de la racaille ralliée à Giscard pour le temps de l'élection. Ils truqueront les voix des DOM-TOM et les votes par correspondance. Cette élection est une mascarade. Et on appelle ça une démocratie !  »
Pour le second tour, il reçoit le soutien de nombreuses personnalités : Marcel Amont, Hervé Bazin, Guy Bedos, Costa-Gavras, Dalida, Marie Dubois, Marguerite Duras, Vladimir Jankélévitch, Auguste Le Breton, Georges Moustaki, Michel Piccoli, Serge Reggiani, Françoise Sagan, Jean-Louis Trintignant, François Truffaut. D'anciens gaullistes le rejoignent, comme Romain Gary, Jean-Marcel Jeanneney, Jacques Debû-Bridel, Philippe Viannay, Louis Vallon ou Daniel Cordier,.

Sa seule chance de l'emporter reste de remporter le débat télévisé. Cependant, il se prépare mal, se montre beaucoup trop détendu, comme dans le portrait d'André Laurens. L'après-midi précédent le débat, il fait une longue sieste qui l'empêche d'être bien préparé. Il est largement dominé par Valéry Giscard d'Estaing, et abuse des références au général de Gaulle. Son passé politique joue contre lui, et le ministre des Finances passe très bien à la télévision,. Mitterrand perd l'élection lorsque Giscard d'Estaing prononce la célèbre phrase : 
«  Vous n'avez pas le monopole du cœur  »
 Le lendemain, un sondage réalisé la Sofres donne Giscard d'Estaing vainqueur.

Il mène campagne jusqu'au bout avec d'autres meetings à Bar-le-Duc, Nancy et Marseille, et rend visite à Alain Poher le 17 mai. Le président du Sénat l'informe que les rapports de renseignements généraux le placeraient en tête pour le second tour. Le soir même, il tient son dernier meeting à Grenoble en compagnie de Pierre Mendès France. Le 19 mai au soir, nombreux sont ses partisans qui se pressent à la Tour Montparnasse. Lui se trouve dans la Nièvre auprès d'un ami malade, le sénateur Fernand Dussert. C'est chez son ami qu'il apprend les résultats. Avec 49,19 % des suffrages, il est battu par Valéry Giscard d'Estaing dans ce qui reste encore aujourd'hui l'élection la plus serrée de l'histoire de la Ve République. Dans la soirée, il rejoint ses troupes à la Tour Montparnasse et partage avec eux leur déception. Le lendemain, il réunit une dernière fois son état-major de campagne et déclare : 
«  Je me sentais prêt à diriger ce pays. Cet échec n'est pas grave, pourtant. Nous pouvons être surs, maintenant, que la gauche gagnera très bientôt. Mais la prochaine fois, ce ne sera pas moi qui conduirai la gauche au pouvoir, ce sera une nouvelle génération, ce sera vous.  »

Le 23 mai, il explicite sa pensée dans un entretien avec Jean Daniel : 
«  François Mitterrand : Soyons lucide. Je ne retrouverai jamais des circonstances semblables. J'étais en mesure de gouverner, j'en avais la pleine capacité : elle peut diminuer, maintenant. Et puis, franchement, ça ne m'excite plus beaucoup. Regardez-moi. Croyez-vous que je rêve tant que ça à la présidence de la République ? Bien sûr, j'ai le goût du pouvoir, et ça m'aurait fait plaisir d'être chef de l'État, mais ce n'est pas fondamental pour moi, pas du tout. Je trouve plus important de renverser l'ordre des choses. Pour être candidat, vous remarquerez que je ne me suis pas précipité, loin de là. C'est la mort de Pompidou qui m'a jeté dans la campagne électorale d'une façon qui m'a d'ailleurs déplu. 

Jean Daniel : Parce que la gauche n'était pas prête ?
François Mitterrand : Disons que c'était trop tôt. Au départ, je ne pensais pas que la victoire serait possible. Il aurait fallu que les choses mûrissent encore, que les nouvelles générations aient le temps d'arriver. Si l'élection présidentielle avait eu lieu normalement, en 1976, je crois que j'aurais été élu sans trop me casser la tête. Mais là, j'ai été pris de plein fouet, comme ça, et il m'était impossible de me dérober : j'étais dans la situation d'être candidat. 
Jean Daniel : Maintenant, cet échec ne vous donne-t-il pas envie de vous battre davantage encore à la tête du PS ? 
François Mitterrand : Non, j'ai plutôt envie de faire autre chose. Seulement, j'ai des devoirs, vis-à-vis de mon parti et aussi vis-à-vis de tous ces gens qui ont voté pour moi. Il y a cependant des tas de choses qui me plairaient davantage que de discuter avec Giscard d'Estaing et ses hommes : c'est sûrement quelqu'un de valeur, mais il me paraît moins intéressant que trois chênes dans un champ, ou un bon roman. Je me demande parfois pourquoi je resterais enfermé jusqu'à la fin dans cet univers-là. Je ne dis pas ça par lassitude : seulement dix-sept ans à ramer comme ça, cela commence à faire long...
Jean Daniel : Mais il n'est pas inconcevable que vous deveniez Premier ministre ? 
François Mitterrand : Après les élections législatives, ce n'est pas inconcevable non. Beaucoup de gens hurlent : «Ce serait une trahison». De Matignon, on pourrait mener la vie dure à la droite. Supposons que je sois Premier ministre. Bon. Très vite, je peux imposer notre loi au président de la République. Comme la majorité de l'Assemblée nationale est derrière moi, je ne démissionne pas : la Constitution me le permet. Qui est coincé, alors ? Pas moi, apparemment. Cela dit, à mon avis, la gauche accepterait difficilement ce jeu-là : dans une perspective totalement cynique de prise de pouvoir, la droite est à l'aise, pas la gauche qui risque de se casser au passage. Parce qu'elle est plus morale que politique.  »

## Anecdote
Encore en 1988, François Mitterrand avait en travers de la gorge sa défaite de 1974, comme en témoigne Jacques Attali : 
«  En 1974, j'aurais été élu s'il n'y avait pas eu les DOM-TOM, les votes par correspondance et les votes des Français de l'étranger. J'ai toujours regretté de ne pas avoir gagné alors. C'était le moment : j'étais jeune et tout aurait été différent.  »

## La polémique surL'Archipel du Goulag
Le manuscrit livre d'Alexandre Soljenitsyne est sorti clandestinement d'Union soviétique et publié en 1973 en Allemagne de l'Ouest et en France dans sa langue originale. L'ouvrage se voulait une critique du régime, notamment à l'époque de Staline. Le 13 février 1974, l'écrivain fut condamné au bannissement par le Soviet suprême. Le Nouvel Observateur fait la promotion de l'ouvrage en France, ce qui entraîne des attaques de la part du Parti communiste français. Pendant plusieurs semaines, le quotidien L'Humanité s'oppose à l'hebdomadaire, dont François Mitterrand pris la défense dans l'hebdomadaire du parti L'Unité. De fait, durant la campagne électorale, François Mitterrand dût sans cesse se défendre à cause de ses liens avec les communistes, et manifesta à plusieurs reprises sa volonté de rester dans l'OTAN. Le livre fut publié le 1er juin 1974 en langue française aux Éditions du Seuil. 
L'écrivain fut soutenu par les intellectuels de gauche qui ont quitté le Parti communiste après l'insurrection de Budapest et le printemps de Prague.

### Articles
- Alain Bergounioux, « François Mitterrand et Pierre Mauroy : faire gagner la gauche (1971-1981) », Fondation Jean-Jaurès. [lire en ligne]
- Claude Estier, « Il y a… 40 ans : L'élection présidentielle de 1974 », Institut François Mitterrand. [lire en ligne]
- Pierre-Emmanuel Guigo, « François Mitterrand et la communication : vocation ou conversion », Institut François Mitterrand. [lire en ligne]